# 最近傍補間

1次元データセット（赤い点）上の最近傍補間（青い線）

一様2Dグリッド（黒点）上の最近傍補間。各色付きセルは、そのセル内の黒点がすべての点の最も近い黒点となる領域を示す。

最近傍補間（さいきんぼうほかん、英語: Nearest-neighbor interpolation、proximal interpolation、または状況によっては point sampling とも呼ばれる）は、
1次元以上の多変量補間（英語: multivariate interpolation）を行う単純な方法である。
補間は、ある空間内の任意の点における関数の未知の値を、その周囲（近傍）の点における関数の既知の値に近似する問題である。
最近傍アルゴリズムは、最も近い点の値を選択し他の近傍点の値を全く考慮しないため、区分的に定数の補間値が得られる
。
このアルゴリズムは実装が非常に簡単で、リアルタイム3Dレンダリングにおいて（通常はミップマッピングと組み合わせて）
テクスチャ面の色値を選択するために広く使用されている
 
。

## ボロノイ図との関連

2D内のランダムな点 (黒い点) のセットの最近傍補間の例のボロノイ図

ボロノイ図は、空間内の与えられた点の集合に対して、各点に対応するセルに空間を分割したものである。
空間内のどの位置においても、最も近い与えられた点がセル内に存在するように分割される。
これは、与えられた点における関数の値を、セル内のすべての点に割り当てる最近傍補間と同等である
 
。
右側の図は、セルの形状を色で示したものである。

最近傍補間と他の1次元および2次元補間の比較。
黒のドットは補間されたポイント、赤/黄/緑/青のドットは隣接するサンプルを表す。各ドットの高さはそれぞれの値を示す。

## 畳み込み、他の方式との比較
画像などの直交格子（英語: cartesian grid）が対象の場合、最近傍補間は、次のカーネル関数との畳み込みを適用することで求めることもできる

。
{\displaystyle W(x)={\begin{cases}1&{\text{for }}|x|\leq 0.5\\0&{\text{otherwise}}\end{cases}}}
以下は各方式のカーネル関数の比較である。
| 方式                 | カーネル関数                     | カーネル関数（2次元展開）              |
| -------------------- | -------------------------------- | -------------------------------------- |
| 最近傍補間           | 最近傍補間カーネル関数           | 最近傍補間カーネル関数（2D）           |
| バイリニア補間       | バイリニア補間カーネル関数       | バイリニア補間カーネル関数（2D）       |
| バイキュービック補間 | バイキュービック補間カーネル関数 | バイキュービック補間カーネル関数（2D） |